# 肃亲王府旧址
肃亲王府旧址，位于辽宁省大连市旅顺口区新华大街9号。现属部队驻地，修缮后外观有所改变。

## 历史
旅顺肃亲王府原为俄国人别墅，建于1900年。日俄战争后归日本人所有。1912年2月清帝退位，第十代肃亲王、宗社党领袖善耆由北京逃亡到旅顺，由日本军方安排居住于此，策划复辟清室，和满蒙独立运动，直到1922年病故。

## 建筑
肃亲王府旧址为砖石结构俄式二层楼房，占地面积2700多平方米，建筑面积470平方米。

## 保护
2003年9月29日，肃亲王府旧址公布为第五批大连市文物保护单位。
2014年10月，肃亲王府旧址公布为第九批辽宁省文物保护单位，编号9-195。